# Kleiner Hermann

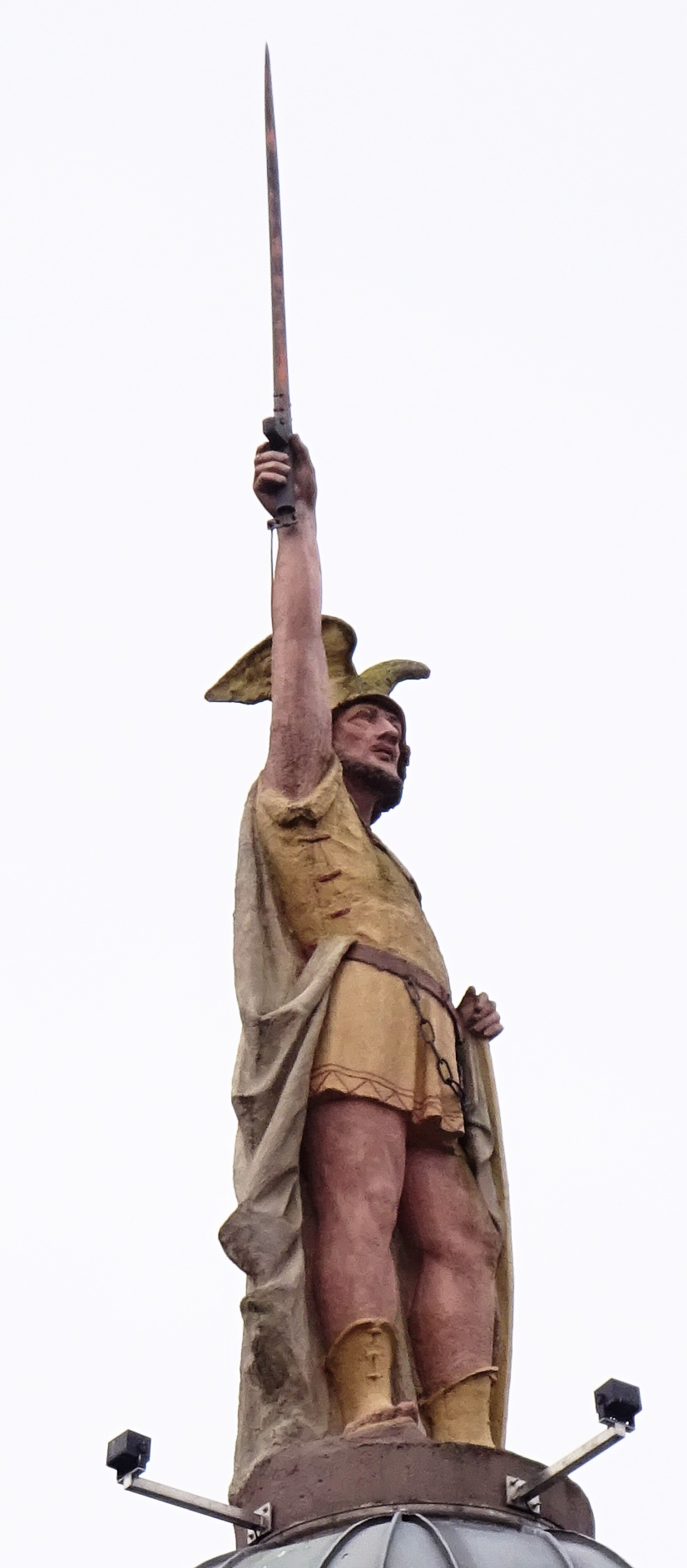
Kleiner Hermann (2017)

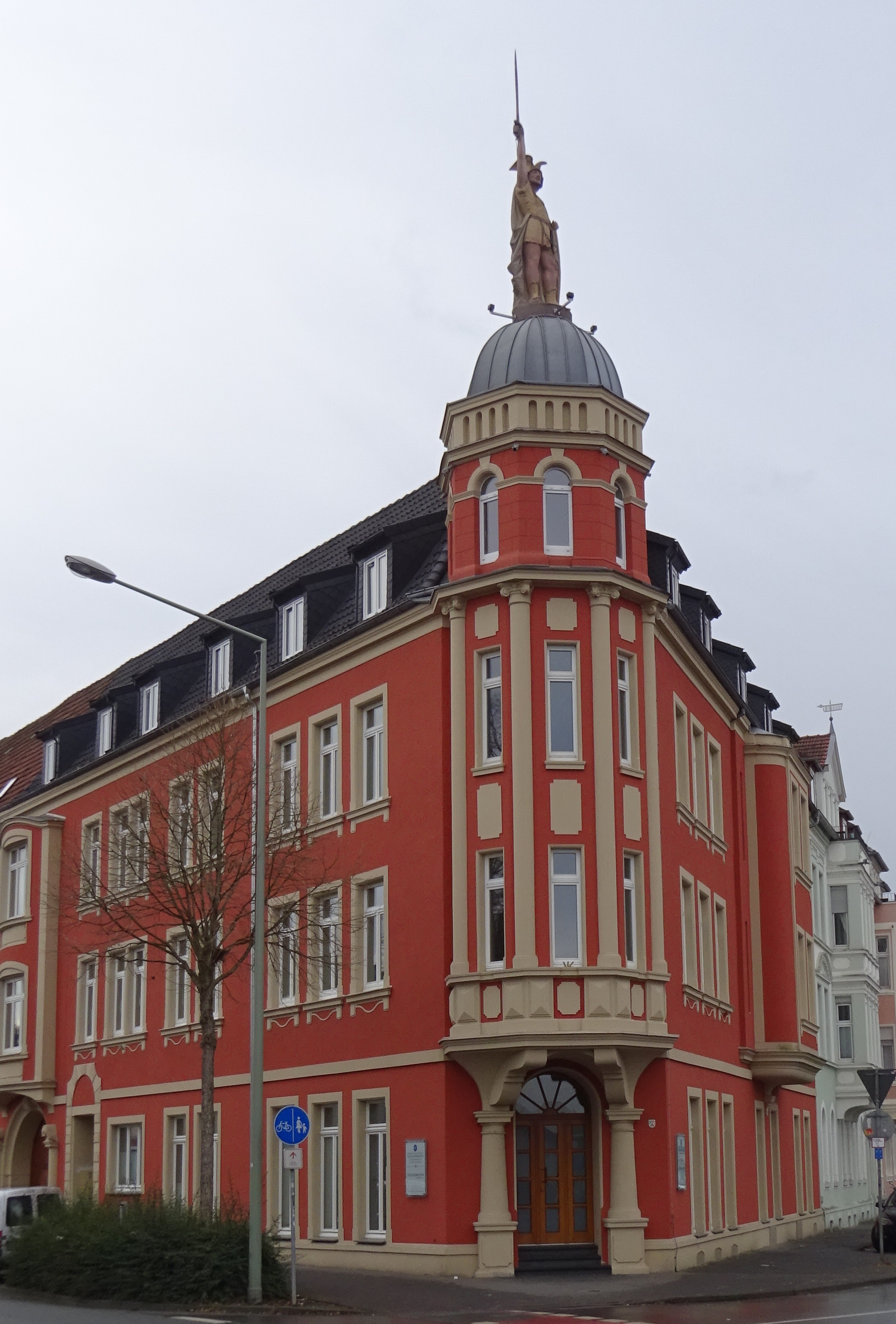
Ecke Detmolder Straße / Hermannstraße (2017)

Der Kleine Hermann ist eine knapp sechs Meter hohe Nachbildung des Hermannsdenkmals. Er steht auf dem Dach des Hauses Detmolder Straße 31, Ecke Hermannstraße, in Paderborn.

## Geschichte
Von 1907 bis 1910 wurde das Haus Detmolder Straße 31 im Stil der Neorenaissance errichtet. Zum 1900-jährigen Jubiläum der Varusschlacht (9 n. Chr.) gab der Hausbesitzer und Bauunternehmer Franz Tölle beim Bildhauer Anton Fecke eine Kopie des 1875 eingeweihten Hermannsdenkmals in Auftrag. Diese Kopie wurde auf dem Dach des Gebäudes aufgestellt.
Während des Zweiten Weltkriegs wurde das Haus 1945 durch Fliegerbomben schwer beschädigt. Der Eckturm mit dem Kleinen Hermann blieb aber unzerstört. 1960 drohten infolge eines Sturmes Arm und Schwert der Figur herunterzufallen. Arm und Schwert wurden daraufhin demontiert und erst 1988 wieder am Kleinen Herrmann angebracht. 2011 wurden das Gebäude sowie der Kleine Hermann restauriert.
Seit 1986 steht das als Wohn- und Geschäftshaus genutzte Haus Detmolder Straße 31 mit dem Kleinen Hermann unter Denkmalschutz. Es ist als Nummer 312 in der Denkmalliste der Stadt Paderborn eingetragen.

## Sonstiges
Der Blick des Kleinen Hermann geht – anders als beim Hermannsdenkmal – nicht nach Westen, sondern folgt dem Verlauf der Detmolder Straße, nach Norden. Der Blick weist also ungefähr in Richtung des gut 21 Kilometer entfernten Hermannsdenkmals.

## Kleiner Hermann in Herford
Auch in Herford gibt es einen kleinen Hermann. Er wurde Anfang des 20. Jahrhunderts auf dem Giebel des Hauses Bäckerstraße 16 angebracht. In den 1990er Jahren wurde das Haus in der Fußgängerzone abgebrochen und die knapp einen Meter große goldfarbene Statue sichergestellt. Nach dem Neubau des Hauses erhielt sie ihren Platz an einer Wand des Schuhgeschäftes, das sich im Erdgeschoss befindet.